# 约尔格·罗斯科普夫
约尔格·罗斯科普夫（德語：Jörg Roßkopf，1969年5月25日—），出生于黑森州迪堡，德国男子乒乓球运动员，现任德国国家男子乒乓球队的主教练。作为球员，他曾获得1989年世界乒乓球锦标赛男子双打金牌，1992年夏季奥运会男子双打银牌、1996年夏季奥运会男子单打铜牌以及1998年男子世界杯单打金牌。 